# Sándor Mátrai
Sándor Mátrai (ur. 20 listopada 1932, zm. 29 maja 2002) – węgierski piłkarz, obrońca. Brązowy medalista ME 64, uczestnik trzech finałów mistrzostw świata.
Był długoletnim piłkarzem Ferencvárosi TC, grał w tym klubie w latach 1953-1967. Był trzykrotnie mistrzem kraju (1963, 1964, 1967). W 1965 triumfował w Pucharze Miast Targowych, prekursorze Pucharu UEFA. Karierę kończył w 1968 w Egyetértés. W reprezentacji Węgier zagrał 81 razy. Debiutował w 1956, ostatni raz zagrał w 1967. W trzech turniejach mistrzostw świata (MŚ 58, MŚ 62, MŚ 66) wystąpił w 12 spotkaniach.